# Parc Nacional de Hwange
Parc Nacional de Hwange (anteriorment reserva de caça de Wankie) és la major reserva de caça de Zimbàbue. El parc es troba a l'oest, a la carretera principal entre Bulawayo i les àmpliament conegudes cascades Victòria i prop de la ciutat de Dete.

## Història
Va ser fundat el 1928, amb el primer guardià de 22 anys, Ted Davison.Es va fer amic de James Jones, qui era el cap d'estació de la llavors Rhodèsia Railways a Dete, que està molt a prop de Hwange Main Camp. Jones va enviar el subministraments que rebia pel parc.
S'està considerant la inclusió del parc a l'àrea de conservació transfronterera de kavango 5 - Zambezi.

## Furtivisme
El 2011, nou elefants, cinc lleons i dos búfals també van ser morts pels caçadors furtius.
A l'octubre de 2013 es va descobrir que els caçadors furtius van matar a un gran nombre d'elefants africans amb cianur després de la intoxicació del seu pou d'aigua. Els conservacionistes van afirmar que l'incident podria ser la major matança d'animals al sud d'Àfrica en 25 anys.Es realitzaren dos reconeixements aeris per determinar l'extensió de morts, i es varen trobar 19 cossos identificats en la primera recerca i altres 84 cadàvers en la segona recerca.Tres dels caçadors furtius van ser capturats, detinguts, processats, condemnats i sentenciats.
La caça furtiva d'elefants tenen ara una condemna obligatòria de 9 anys i la cadena de subministrament també està penada - amb un home detingut el 21 d'octubre tractant de passar de contraban d'ivori.

### Cecil
Al voltant de l'1 de juliol de 2015, Cecil, un lleó que havia viscut al Parc Nacional de Hwange durant 13 anys, va ser mort il·legalment. Aquesta acció va estimular una àmplia cobertura de mitjans socials i una petició perquè el president de Zimbàbue, Robert Mugabe prohibís els permisos de caça major. El Dr. Walter Palmer, el caçador confès de Cecil, tenia un permís i no va ser acusat de cap delicte, ja que tots els seus papers estaven en ordre. Les autoritats de Zimbàbue varen dir que és lliure per visitar el país. La complicitat de funcionaris corruptes de Zimbàbue amb els caçadors furtius n'és un dels problemes. No obstant això, Theo Bronkhorst, el guia sense llicència responsable de la mort de Cecil és actualment en llibertat sota fiança. El judici per la mort de Cecil, on se l'acusa de "no haver impedit una caça il·legal", i almenys un altre judici per altres delictes de vida silvestre.